# Арктический морской институт имени В. И. Воронина
Аркти́ческий морско́й институ́т и́мени В. И. Воро́нина — высшее учебное заведение, основанное 12 марта 1781 года и ставшее первым морским учебным заведением на Русском Севере, осуществляющее подготовку и переподготовку работников морского флота в системе Федерального агентства морского и речного транспорта. До 2008 года — Архангельское мореходное училище имени В. И. Воронина (среднее специальное учебное заведение).
Расположен в Архангельске, набережная Северной Двины, 111.

## Основная история

### Ранняя история
12 марта 1781 года Указом императрицы Екатерины II в селе Холмогоры Архангельской губернии было создано первое морское учебное заведение на Русском Севере — мореходная школа, где началась подготовка морских специалистов для торгового флота.
В 1876 году мореходная школа была переведена в город Архангельск и в 1781 году начала проводить занятия. В училище принимались городские жители из мещанских детей неимущих и особенно сирот, в возрасте не моложе десяти и не старше двадцати лет, «имеющие способности к обучению наукам и к мореходству потребные». В школе были организованы девять классов: иностранных языков (голландский, немецкий, французский и английский), российской грамоты и письма, геометрии и арифметики, астрономии, бухгалтерии, круглой и купеческой навигации. Слушатели школы помимо теоретических получали и практические знания, плавая на промысловых и купеческих судах. В 1841 году на базе мореходной школы были созданы Архангельские шкиперские учебные курсы, с 1899 года переименованные в Архангельское торгово-мореходное училище. К концу XIX века выпускниками училища были полностью заменены зарубежные шкиперы и штурманы на поморских судах, в результате чего Северный торговый флот обрёл независимость от иностранных специалистов.

### Советская история
В 1920 году постановлением ВЦИК СССР на базе торгово-мореходного училища был создан Архангельский техникум водного транспорта. В 1924 году техникум водного транспорта был переименован в Архангельский техникум водных путей сообщения. В 1928 году техникум водных путей сообщения был переименован в Архангельский морской техникум, входивший в систему Народного комиссариата морского транспорта СССР, с 1931 года — Народного комиссариата водного транспорта СССР.
5 марта 1944 года в период Великой Отечественной войны постановлением Государственного комитета обороны СССР № 5311 на базе морского техникума было создано Архангельское мореходное училище как специальное учебное заведение Министерства морского флота СССР. После окончания войны в училище проходили обучение по трём специальностям: морское судовождение, эксплуатация судовых автоматизированных систем и ремонт судов. 13 февраля 1980 года постановлением Совета Министров СССР Архангельскому мореходному училищу было присвоено имя полярного исследователя и выпускника училища 1916 года В. И. Воронина.
18 марта 1981 года указом Президиум Верховного Совета СССР «за большой вклад в подготовку высококвалифицированных специалистов для торгового флота и в честь 200-летия» Архангельское мореходное училище имени В. И. Воронина было удостоено Ордена Трудового Красного Знамени.

### Постсоветская и современная история
19 марта 1997 года Архангельское мореходное училище имени В. И. Воронина стало государственным образовательным учреждением. 16 января 2003 года распоряжением Министерства транспорта Российской Федерации училище получило статус федерального государственного образовательного учреждения, а 23 марта 2005 года — статус федерального государственного образовательного учреждения среднего профессионального образования. 6 февраля 2006 года распоряжением Федерального агентства морского и речного транспорта Архангельское мореходное училище имени В. И. Воронина вошло в структуру Государственного университета морского и речного флота имени адмирала С. О. Макарова в качестве его филиала.
31 октября 2008 года Архангельское мореходное училище имени В. И. Воронина было реорганизовано в Арктический морской институт имени В. И. Воронина, оставаясь филиалом Государственного университета морского и речного флота имени адмирала С. О. Макарова. Основная подготовка в институте осуществляется в двух формах обучения: очного и заочного. В институте ведётся подготовка по трём основным направлениям: морское судовождение, эксплуатация транспортных энергетических установок на водном транспорте и средства механизации и автоматизации на водном транспорте. Также институтом производится повышение квалификации членов экипажей судов с помощью тренажёрной подготовки. За всё время существования учебного заведения было выпущено свыше шестнадцати тысяч специалистов. Три выпускника училища были удостоены звания Героя Советского Союза и семь выпускников — звания Героя Социалистического Труда, более двадцати выпускников были увековечены на географических картах Антарктики и Арктики.
С 2022 года для подготовки судоводителей и операторов СУДС работает навигационный тренажер Navi-Trainer Professional 5000 (Транзас).

## Известные выпускники
См. также: Категория:Выпускники Архангельского мореходного училища

### Герои Советского Союза
- Красносельский, Иван Михайлович
- Пономарёв, Дмитрий Григорьевич
- Шестаков, Алексей Андреевич

### Герои Социалистического Труда
- Абакумов, Анатолий Григорьевич
- Ардеев, Клавдий Валерианович
- Веселков, Никон Зосимович
- Вешняков, Анатолий Иванович
- Гуляев, Филипп Сивирьянович
- Лапочкин, Андрей Николаевич
- Пинежанинов, Андрей Фёдорович
- Пономарёв, Иван Акимович
- Пургин, Афанасий Николаевич
- Сухондяевский, Авенир Павлович

### Полярные исследователи
- Бурке, Артур Карлович
- Бурков, Герман Дмитриевич
- Воронин, Владимир Иванович
- Драницын, Герман Васильевич
- Кучин, Александр Степанович
- Марков, Михаил Гаврилович
- Сахаров Анатолий Николаевич
- Сахаров, Николай Максимович
- Шваненберг, Давид Иванович

## Награды и знаки отличия
- 18 марта 1981 года — «за большой вклад в подготовку высококвалифицированных специалистов для торгового флота и в честь 200-летия создания»